# Алексий (Смирнов)
Епи́скоп Алекси́й (в миру Андрей Юрьевич Смирнов; род. 10 апреля 1975, Ставрополь) — архиерей Русской православной церкви, епископ Бакинский и Азербайджанский (с 2024). Доцент кафедры философии и этнологии гуманитарного института Северо-Кавказского федерального университета, доцент кафедры теологии Института дружбы народов Кавказа.

## Биография
В 1995 году окончил Ставропольскую духовную семинарию, в 1999 году — Санкт-Петербургскую духовную академию.
12 июля 1999 года в кафедральном соборе апостола Андрея Первозванного города Ставрополя митрополитом Ставропольским и Владикавказским Гедеоном (Докукиным) рукоположен в сан диакона, 1 августа того же года там же и тем же архиереем рукоположен в сан пресвитера. 24 августа 1999 года тем же архиереем пострижен в мантию с именем Алексий в честь преподобного Алексия, человека Божия.
С 14 августа 1999 по 1 ноября 2003 года был клириком кафедрального собора апостола Андрея Первозванного в Ставрополе.
C 1 сентября 1999 года был преподавателем Ставропольской духовной семинарии.
Со 2 ноября 2003 по 1 июля 2004 года состоял в клире храма Всех святых, в земле Российской просиявших города Михайловск Ставропольского края.
С 1 августа 2004 по 1 августа 2012 года настоятельствовал в храме иконы Божией Матери «Знамение» села Надежда Шпаковского района Ставропольского края.
В 2009 году возведён в сан игумена, в том же году окончил Ставропольский государственный университет по специальности «преподаватель истории».
1 июня 2011 года назначен председателем Отдела религиозного образования и катехизации Ставропольской епархии.
6 июня 2011 года в Северо-Кавказском государственном техническом университете в Ставрополе защитил диссертацию на тему: «Этноментальные характеристики российского правосознания в контексте глобализирующегося общества» на соискание ученой степени кандидата философских наук по специальности социальная философия.
С августа 2012 года служил ключарем Андреевского Архиерейского подворья города Ставрополя и проректором по учебной работе Ставропольской духовной семинарии.
В 2017 году окончил магистратуру Северо-Кавказского федерального университета по направлению «Теология», государственно-конфессиональные отношения.

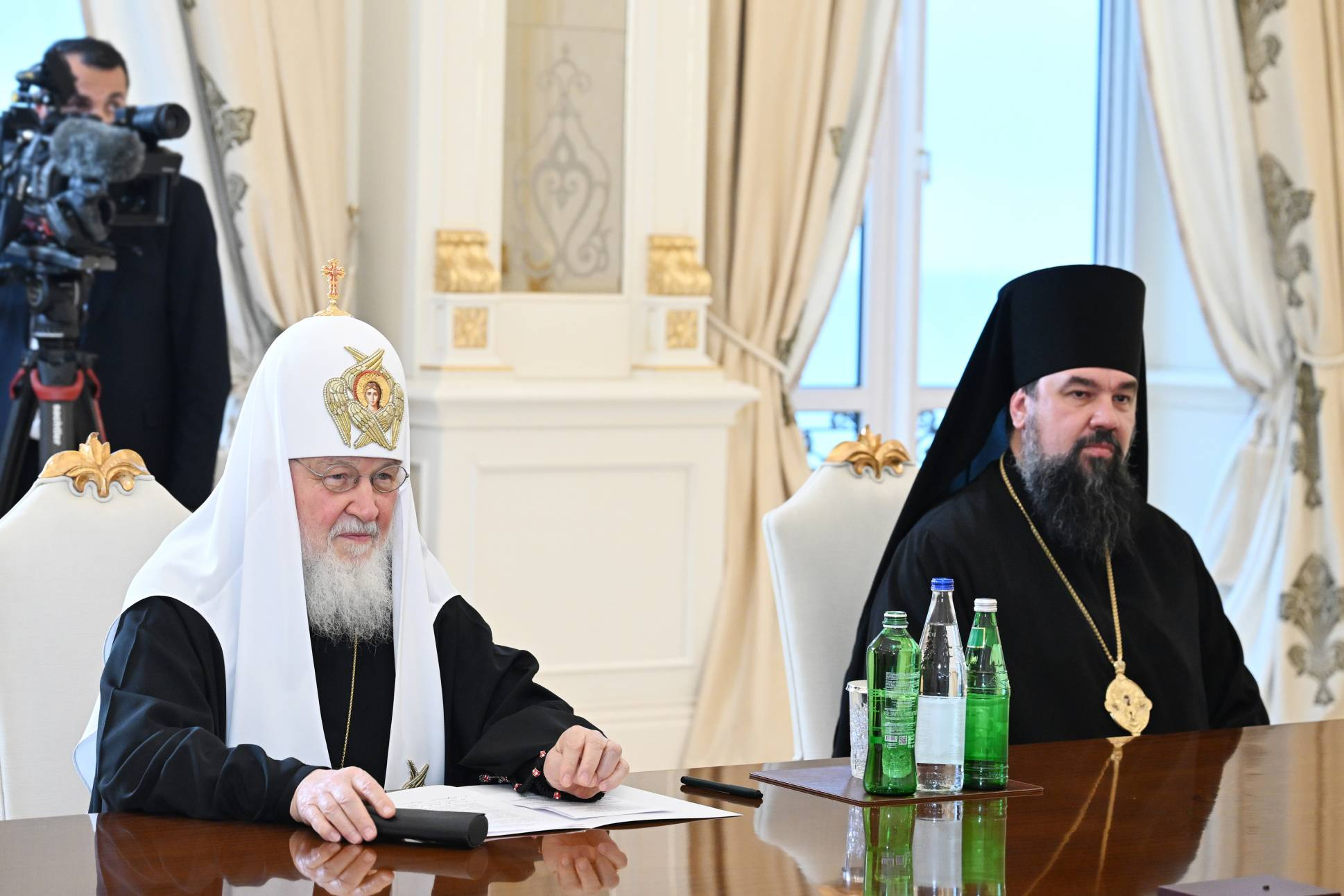
Епископ Алексий и патриарх Кирилл на встрече с президентом Азербайджана Ильхамом Алиевым, Баку, 2025

В 2018 году прошёл обучение по программе профессиональной переподготовки «Преподаватель философских дисциплин в высшей школе».
В 2023 года заочно прошёл профессиональную переподготовку в ООО «Учитель-Инфо» города Азова (специальность — менеджмент в сфере образования, менеджер в сфере образования).
30 мая 2024 года решением Священного Синода РПЦ избран епископом Бакинским и Азербайджанским.
2 июня 2024 года в Андреевском соборе города Ставрополя митрополитом Ставропольским и Невинномысским Кириллом (Покровским) возведён в сан архимандрита.
12 июня 2024 года в Тронном зале кафедрального соборного Храма Христа Спасителя наречён во епископа Бакинского и Азербайджанского.
13 июня 2024 года в храме Вознесения Господня у Никитских ворот хиротонисан во епископа Бакинского и Азербайджанского. Хиротонию совершили: Патриарх Кирилл, митрополит Крутицкий и Коломенский Павел (Пономарёв), митрополит Воскресенский Григорий (Петров), митрополит Будапештский и Венгерский Иларион (Алфеев), митрополит Ставропольский и Невинномысский Кирилл (Покровский), архиепископ Махачкалинский и Грозненский Варлаам (Пономарёв), епископ Краснослободский и Темниковский Климент (Родайкин), епископ Павлово-Посадский Силуан (Вьюров), епископ Раменский Алексий (Туриков).

## Награды
- Орден преподобного Серафима Саровского III степени (2025 год, РПЦ) — во внимание к усердным архипастырским трудам и в связи с 50-летием со дня рождения[9]

## Публикации
- Вопрос о времени написания книги Деяний в богословской литературе // Христианское чтение. — 1999. — № 17. — С. 61-88.
- Иерархи православной церкви в государственной жизни Руси XI—XIII веков. — Ставрополь: СГУ, 2009. — 138 с.
- Формирование гражданственности в религиозном наследии современных православных мыслителей // Актуальные проблемы социокультурного знания. Сборник научных трудов. Выпуск XIX. Ч. 2. — Ставрополь: ООО «Бюро новостей», 2010. — С. 141—145.
- Религиозно-конфессиональные факторы социальной эволюции // Материалы второй международной научно-практической конференции «Социальная эволюция, идентичность и коммуникация в XXI веке». — Ставрополь: СевКавГТУ, 2010. — С. 78-79.
- Массовая интеллектуализация и российская духовная традиция // Социум и религия: Философский альманах. Выпуск 1. — Ставрополь: СевКавГТУ, 2010. — С. 97-98.
- К вопросу о генезисе естественно-правовых представлений // Современные проблемы философии и социально-гуманитарных наук. Сборник научных статей. Вып. XXIV. — Москва — Ставрополь: РФО; СевКавГТУ, 2010. — С. 123—127.
- «Тайна прогресса»: традиции и новации // Материалы международной научно-практической конференции «Экономико-правовые и социальные проблемы общества в условиях глобализации». — Ставрополь: СФ МИПП, 2010. — С. 156—157.
- Социально-философская интерпретация понятия «Суперэтнический менталитет» // Личность. Культура. Общество. — 2011. — Т. 13. Вып. 2 (63-64). — С. 216—222.
- Определение этноментальных характеристик российского правосознания как актуальная проблема социальной философии // Вестник Северо-Кавказского государственного технического университета. — 2011. — № 2 (27). — С. 188—191. (соавтор: А. А. Лагунов)
- Этническое различие в контексте Христианской вселенскости // Материалы международной научно-практической конференции «Модернизационный потенциал российской экономики и общества». Ч. 3. — Ставрополь: РИО Института дружбы народов Кавказа, 2011. — С. 197—200.
- Ориентиры глобализации: единое человечество или суперэтническое взаимодействие? // Социум и религия: Философский альманах. Выпуск 2. — Ставрополь: СевКавГТУ, 2011. — С. 79-84.
- Основные факторы формирования «советского народа» как суперэтнического образования // Материалы научно-практической конференции «Модернизационный потенциал российской экономики и общества». Ч.3. — Ставрополь: РИО Института дружбы народов Кавказа, 2011. — С. 197—200.
- Модернизация общества в аспекте этноментальных характеристик российского правосознания // Материалы XL научно-технической конференции по итогам работы ППС СевКавГТУ за 2010 год. — Ставрополь: СевКавГТУ, 2011. — С. 42-44.
- К вопросу о современном национализме и патриотизме. «Манифест просвещенного консерватизма» и «Доктрина 77» // Социум и религия: Философский альманах. Выпуск 3. — Ставрополь: СевКавГТУ, 2011. — С. 17-21.
- Особенности формирования гражданской культуры в современной России // Материалы Всероссийской заочной научно-практической конференции «Образование как общечеловеческая ценность, его культурно-гуманистические функции и средства». Синергетика образования: научный журнал (социальные и гуманитарные науки). № 1 (21). — Армавир, 2012. — С. 148—153.
- Осмысление российскими церковными и общественными деятелями XIX- нач. XX веков основных событий Отечественной войны 1812 года // Народы Северного Кавказа в Отечественной войне 1812: К 200-летию Бородинского сражения: Материалы Всероссийской научно-практической конференции (Ставрополь, 8-9 ноября 2012 г.). — Ставрополь: ООО «Бюро новостей», 2012. — С. 48-54. (соавтор: А. М. Пантюхин)
- Основы православной культуры в современной школе: проблемы и перспективы // Социальные изменения в современном обществе. Материалы международной научно-практической конференции (II Северо-Кавказские социологический чтения). — Ставрополь, 2013. — С. 129—131. (соавтор: Д. Т. Никитин)
- Опыт работы духовных семинарий Юга России по подготовке священнослужителей к духовному окормлению казачества // Православие — духовно-нравственная основа казачьего мировоззрения. Материалы IV международной научно-практической конференции "Церковь и казачество: соработничество на благо Отечества (Москва, 5 декабря 2013 г.). — М.: Синодальный комитет по взаимодействию с казачеством; УКИНО «Духовное преображение», 2014. — С. 41-46.
- Неканонические книги Ветхого Завета: их место в Библии // Вестник Ставропольской духовной семинарии. № 1 (1). — Ставрополь, 2014. — С. 9-21.
- «Слово о Законе и Благодати» митрополита Киевского Илариона, как памятник государственно-конфессиональных отношений в Древней Руси // Ипатьевский Вестник: научно-богословский журнал. № 3. — Кострома: Издательский отдел Костромской епархии РПЦ (МП), 2015. — С. 136—143.
- Идеологические основания духовно-практической деятельности // Время перемен: проблемы общества — ответы социологии. Материалы Международной научно-практической конференции (III Северо-Кавказские социологические чтения). — Ставрополь, 2015. — С. 99—101.
- Богословие анафор антиохийско-византийского типа // Вестник Ставропольской духовной семинарии. № 2 (2). — Ставрополь, 2015. — С. 26—52.
- История возникновения традиции паломничества в христианстве // Этнические проблемы современности. Выпуск (Материалы VI (63) ежегодной научно-практической конференции Северо-Кавказского федерального университета «Университетская наука — региону») — Ставрополь: Издательство СКФУ, 2018. — С. 107—113. (соавтор: Андросова А. С.)
- Личность в пространстве российской цивилизации: учебное пособие (курс лекций) / автор.-сост.: А. А. Левитская, Б. В. Аксюмов, А. Б. Багдасарова, Л. Н. Вшивцева, М. В. Грановская, Н. Ю. Желнакова, Т. А. Золотарева, С. Ю. Иванова, В. В. Иванов, А. А. Лагунов, О. В. Ляшенко, В. В. Мальцева, Н. А. Муликова, С. А. Орлянский, М. Е. Попов, Ю. А. Прокопенко, А. Ю. Смирнов. — Ставрополь: Изд-во СКФУ, 2019—596 с.
- Социальная теология // Этнические проблемы современности: Выпуск 24. — Ставрополь: Изд-во СКФУ, 2019. — С. 99—101.
- Субъективно-объективность феномена общественного сознания // Гуманитарные и социально-экономические науки. — 2020. — № 6 (115). — С. 23-26. (соавтор: В. Н. Ющенко)
- Ф. М. Достоевский о причинах «замечательной нелюбви» Европы к России // Вестник Российского университета дружбы народов. Серия: Философия. — 2021. — Т. 25, № 1. — С. 25-33. (соавтор: А. А. Лагунов)
- Метафизика как наука в ранних трудах А. Ф. Лосева // Гуманитарные и социальные науки. — 2022. — Т. 95, № 6. — С. 46-50.
- Духовные начала творчества: персоналистский аспект // Вопросы теологии. — 2023. — Т. 5, № 2. — С. 233—243. (соавтор: А. А. Лагунов)